# João Luiz da Ros
Pour les articles homonymes, voir Da Ros.
Pas d'image ? Cliquez ici

a Compétitions nationales et continentales officielles uniquement.

b Matchs officiels uniquement.
João Luiz da Ros (né à Florianópolis, 7 octobre 1982), connu plus simplement comme Ige, est un joueur brésilien de rugby à XV.
Il est un des meilleurs joueurs de l'Équipe du Brésil de rugby à XV. Il a participé aux qualifications pour la Coupe du Monde de 2007, et il a gagné deux fois le Championnat Sudaméricain de rugby. Ige a joué dans l´équipe universitaire de l'École d'Agronomie en France. Maintenant il est retourné jouer dans son club d'origine, Desterro Rugby Clube. Il a aussi gagné 2 fois le South American B Championship en 2006 et 2007.